# Eucalyptus pyriformis
Eucalyptus pyriformis és una espècie de planta de la família de les Mirtàcies, endèmica del central Wheatbelt (Western Australia) d'Austràlia Occidental, és una espècie bastant comuna en les regions meridionals, formant part de les comunitats Mallee de les terres roges sorrenques i argiloses del sud d'Austràlia. La seva fusta és molt utilitzada com a llenya l'ús de la qual s'ha vist limitada en l'actualitat. Se´l coneix amb el nom comú de Pear-fruited mallee (mallee de fruit en forma de pera) i encara que ocupa una àrea petita del sud-oest d'Austràlia aquesta espècie no es troba en risc de desaparèixer, almenys en l'actualitat.

## Descripció

### Port
Aquests arbres sel's coneix amb el nom de mallee, terme d'origen aborigen, que significa eucaliptus australià de creixement baix però espés, que normalment té diverses tiges primes que creixen des de la base i són individus que no sobrepasen els 10 m d'alçada quedant com un matollar de grans dimensions. L'escorça és llisa i es va trencant en làmines fines revelant una nova escorça de color marró pàl·lid.
Eucalyptus pyriformis és un arbre de mida petita a mitjana, arribant a tenir més aviat un port arbustiu, d'uns 3 metres d'alçada. Les branquetes són de color roig quan són joves.

### Hàbit
Té un hàbit de tipus dispers amb un fullatge moderadament dens. És de tipus "mallee", un multi-troncs derivats d'un lignotúber. Forma un lignotuber, un creixement llenyós arrodonit en o per sota del nivell del sòl en alguns arbustos i arbres que creixen en àrees subjectes a incendis o la sequera, que conté una massa dels brots i les reserves d'aliments. Els branquillons presenten glàndules oleíferes a la medul·la. La medul·la és la part més interna del cilindre central de les tiges i de les arrels.

### Fulles
Les fulles són de forma ovalada en termes generals, s'estreny a un punt - al voltant de 120 mm de llarg per 50 mm d'ample. Les fulles són caduques. Les fulles madures són de disposició alterna i de forma ovato-lanceolada, de textura gruixuda i d'un color verd pàl·lid.

### Inflorescències
Les grans flors grogues poden ser de 30 mm o més de diàmetre. La floració es produeix a l'hivern i primavera i és seguit per atractius, gumnuts en forma de campana. A partir de finals d'hivern i a la primavera les flors penjants es produeixen en llargs peduncles, corbs cap avall. Les flors tenen una gamma de colors, però són majoritàriament de color vermell o groc i pot arribar als 10 cm de diàmetre i són seguits per les fruites ornamentals.

## Cultiu
Es conrea amb èxit en moltes parts d'Austràlia temperada però és difícil de mantenir en àrees tropicals i subtropicals. Les flors i fruites són atractius i la planta és d'una mida adequada per a jardins més petits. El millor és cultivar en sòls ben drenats en ple sol. A causa del seu hàbit lignotuberous, les espècies responen bé a podes a nivell de terra.

## Distribució
Aquesta espècie creix en matollars de mallee de Kalgoorlie on, normalment, es reconeixen a distància per les seves fulles llustroses que formen una capçada més aviat densa.

## Taxonomia
Eucalyptus pyriformis va ser descrita per Turczaninow, Nicolai Stepanowitsch i publicada a Bulletin de la Société Impériale des Naturalistes de Moscou 22(2): 22. 1849. (Bull. Soc. Imp. Naturalistes Moscou)

### Etimologia
- Eucalyptus: prové del grec kaliptos, "cobert", i el prefix eu-, "bé", en referència a l'estructura llenyosa que cobreix i dona protecció a les seves flors.[7]
- pyriformis: epítet específic que fa referència a la forma de pera dels fruits.